# Lost in Blue
Lost in Blue là một trò chơi điện tử mang phong cách sandbox trên hệ máy cầm tay Nintendo DS, và là phần tiếp theo của loạt trò chơi Survival Kids của Konami. Lost in Blue theo chân hai thiếu niên trẻ tuổi Keith và Skye, tìm cách đấu tranh sinh tồn trên một hòn đảo hoang vắng. Người chơi phải học cách sử dụng tài nguyên thiên nhiên của hòn đảo để tạo ra một ngôi nhà tạm. Phần tiếp theo, Lost in Blue 2, được phát hành hai năm sau đó. Phần thứ ba của loạt, Lost in Blue 3, được phát hành vào ngày 20 tháng 12 năm 2007 tại Nhật Bản.
Do một số sự cố thiếu hàng, trò chơi rất khó để tìm thấy trong những tháng sau khi phát hành ở Bắc Mỹ.

## Cách chơi
Lost in Blue sử dụng triệt để các tính năng như micrô và màn hình cảm ứng của máy. Trong một tập phải tự mồi lửa, người chơi phải luân phiên nhấn các nút L và R để tạo đủ lực ma sát trên gỗ, sau đó thổi vào micro của DS để tạo lửa thành công. Nếu người chơi sau đó có được công cụ tạo lửa, anh ta hoặc cô ta có thể nhấn L hoặc R và nó sẽ tự động đánh lửa, người chơi thổi vào micro và hoàn thành việc đánh lửa. Giao diện màn hình cảm ứng được sử dụng để điều hướng các menu, các hòn đảo có thể được khám phá và tương tác bằng cách sử dụng màn hình cảm ứng hoặc các nút điều khiển tiêu chuẩn.
Mọi hành động chính trong trò chơi diễn ra trên màn hình cảm ứng, trong khi màn hình trên được sử dụng để hiển thị sức khỏe của Keith và Skye, phân loại theo đói, khát, sức chịu đựng và các điểm đánh nhau. Nếu khát hoặc năng lượng đạt 0, điểm thể lực của nhân vật sẽ bắt đầu giảm. Ngoài ra còn có các điều kiện khác, chẳng hạn như bất tỉnh vì thiếu sức chịu đựng. Người chơi sẽ thua nếu Keith hoặc Skye hết thể lực và chết. Người chơi phải hết sức đa nhiệm trong việc điều khiển cả hai nhân vật khám phá hòn đảo.
Nhân vật chính của trò chơi là Keith, người phải dẫn dắt Skye đi vòng quanh đảo do thị lực Skye bị kém. Sau khi hoàn thành trò chơi, "Chế độ Skye" được mở khóa, cho phép người chơi có thể chơi lại toàn bộ theo quan điểm của Skye. Trong chế độ này, cô có thể tự do di chuyển không cần sự trợ giúp, mặc dù cô không thể leo trèo như Keith, điều này hạn chế nghiêm trọng phạm vi di chuyển của cô.

## Cốt truyện
Lost in Blue không phải là một trò chơi tuyến tính và mỗi kết thúc lại đem đến một câu chuyện khác nhau qua mỗi lần chơi. Cốt truyện tiến triển thông qua việc khám phá hòn đảo, bao gồm gần như toàn bộ việc di chuyển sâu hơn vào đất liền và khám phá bí mật của nó. Một số ngày có thể không phải để khám phá và thúc đẩy câu chuyện mà chỉ bằng cách cố gắng sống sót, bằng cách thu thập thực phẩm, xây dựng đồ nội thất, vân vân.
Câu chuyện bắt đầu với những nhân vật chính đang trên một con tàu, và một cơn bão lớn nhấn chìm con tàu. Trong cơn hỗn loạn, Skye cố gắng leo lên một chiếc phao cứu sinh trong khi Keith thì rớt xuống nước, đó cũng là lúc anh bất tỉnh.
Keith thức dậy trên bãi biển phía nam của một hòn đảo hoang vắng. Sau khi khám phá môi trường xung quanh, anh tìm nơi trú ẩn trong một hang động. Ngày hôm sau, Keith băng qua một con sông gần đó và thấy Skye đang ngủ bên cạnh chiếc bè, dường như không bị hư hại. Sau khi cô thức dậy, Keith và Skye gặp nhau lần đầu tiên và cô nói với anh rằng cô không thể nhìn rõ vì cô đã mất cặp kính. Keith đề nghị giúp cô tìm kính, nhưng vô tình giẫm phải chúng trong quá trình tìm kiếm. Với tầm nhìn của Skye bị suy giảm nghiêm trọng, cô trở nên phụ thuộc vào Keith để hướng dẫn cô an toàn quanh đảo.
Hai người trở lại hang động và làm nhà. Trong những ngày tiếp theo, Keith bắt đầu thói quen rời khỏi hang để khám phá hòn đảo, thu thập thực phẩm và đồ tiếp tế, và Skye giúp đỡ bằng cách chuẩn bị bữa ăn. Keith cũng dẫn theo Skye khi anh tìm thấy một khu vực của hòn đảo mà anh không thể tự mình đi qua.
Trong những chuyến thám hiểm của mình, Keith tình cờ thấy một số di tích cổ trên đảo, rõ ràng là do con người tạo ra và chứa đầy những câu đố khác nhau. Cuối cùng, anh đi đến phía bên kia của ngôi đền, phát hiện ra thực tế có những người khác trên đảo, nhưng niềm vui của anh chuyển sang thận trọng khi nghe lỏm được cuộc trò chuyện giữa hai người thảo luận về việc hạ sát những kẻ xâm nhập. Keith quyết định lén lút qua mặt bọn chúng nhằm tìm cách trốn thoát khỏi hòn đảo. Lẻn vào nơi ẩn náu của bọn cướp, Keith phát hiện ra một con tàu và sau khi khám phá ra đủ thông tin cần thiết, anh quay trở lại đón Skye.
Khi Keith trở về nơi ẩn náu của bọn cướp, anh phát hiện ra những tay bảo vệ đã tụ họp lại và cảnh giác hơn. Anh cũng tìm thấy ra một bộ đồng phục có thể sử dụng để ngụy trang nhằm lẻn vào nơi ẩn náu. Khi đôi trẻ cuối cùng cũng trốn thoát cùng nhau, họ quay lại với nền văn minh đương đại. Kết thúc khác nhau tùy thuộc vào mối quan hệ của Keith đối với Skye.

## Tiếp nhận
Trò chơi đã nhận được đánh giá "trung bình" theo chuyên trang tổng hợp đánh giá Metacritic.  